# Britische Hockeynationalmannschaft der Herren

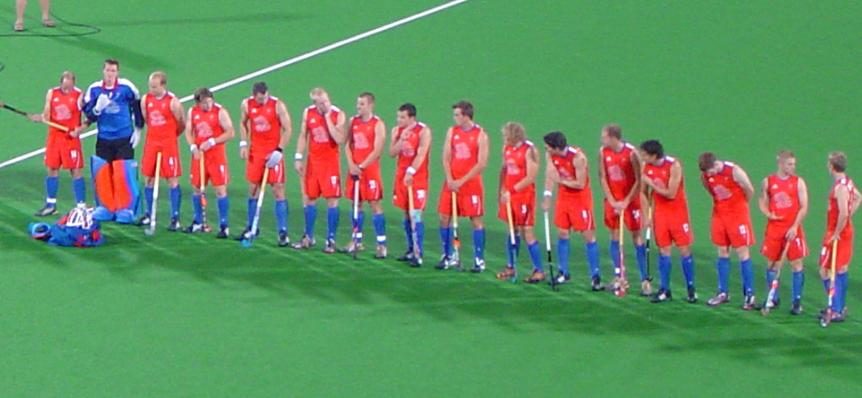
Die britische Auswahl bei den Olympischen Sommerspielen 2008

Die britische Hockeynationalmannschaft der Herren vertritt das Vereinigte Königreich bei den Olympischen Spielen. Sie gewann die Goldmedaille bei den Olympischen Spielen 1920 in Antwerpen und 1988 in Seoul, die Silbermedaille bei der Heim-Olympiade 1948 in London und zwei Bronzemedaillen. Bei den Olympischen Spielen 2012, ebenfalls in London, belegte Großbritannien den 4. Platz.
Bei allen anderen Turnieren – u. a. Weltmeisterschaften, Europameisterschaften und Commonwealth Games, treten die Länder getrennt an: England, Schottland und Wales. Irland (Republik Irland und Nordirland) hat eine gemeinsame Mannschaft.

## Geschichte
1908 – beim ersten und bis 1920 einzigem olympischen Hockeyturnier – traten vier britische Mannschaften an: England gewann im Finale Gold gegen Irland. Da keine weiteren Platzierungsspiele ausgetragen wurde, erhielten Schottland und Wales je eine Bronzemedaille. Alle vier Medaillen werden vom IOC Großbritannien zugerechnet.
1920 wurde das Team als „Großbritannien und Irland“ gegründet und spielte das zweite olympische Turnier in Antwerpen. Die vier Verbände blieben jedoch bestehen und wurden eigenständige Mitglieder des Welthockeyverbandes FIH. Nach der Teilung blieb Irland bis heute ein gemeinsames Team für die gesamte Insel.

## Kader
Für die Olympischen Spiele 2016 in Rio wurde folgender Kader aufgestellt. (Stand: 17. Juli 2016)
| Spielername     | Jahrgang | Nummer | Ländersp. | TW/C | Verein                     |
| --------------- | -------- | ------ | --------- | ---- | -------------------------- |
| Henry Weir      | 1990     | 6      | 106       |      | Wimbledon Hockey Club      |
| Ashley Jackson  | 1987     | 7      | 229       |      | Holcombe Hockey Club       |
| Harry Martin    | 1992     | 9      | 146       |      | Beeston Hockey Club        |
| Ali Brogdon     | 1987     | 11     | 148       |      | Wimbledon Hockey Club      |
| Mikey Hoare     | 1985     | 12     | 109       |      | Wimbledon Hockey Club      |
| Sam Ward        | 1990     | 13     | 44        |      | Holcombe Hockey Club       |
| Mark Gleghorne  | 1985     | 14     | 102       |      | Beeston Hockey Club        |
| Adam Dixon      | 1986     | 16     | 185       |      | Beeston Hockey Club        |
| Barry Middleton | 1984     | 18     | 368       | C    | Holcombe Hockey Club       |
| David Condon    | 1991     | 22     | 105       |      | East Grinstead Hockey Club |
| Iain Lewers     | 1984     | 24     | 141       |      | Holcombe Hockey Club       |
| Nick Catlin     | 1989     | 26     | 180       |      | Holcombe Hockey Club       |
| Daniel Fox      | 1983     | 27     | 157       |      | Holcombe Hockey Club       |
| David Ames      | 1989     | 30     | 27        |      | Beeston Hockey Club        |
| Ian Sloan       | 1993     | 31     | 21        |      | Wimbledon Hockey Club      |
| George Pinner   | 1987     | 1      | 106       | TW   | Holcombe Hockey Club       |

## Medaillenränge bei Olympischen Spielen
- Gold 1988 Seoul
- Bronze 1984 Los Angeles
- Bronze 1952 Helsinki
- Silber 1948 London
- Gold 1920 Antwerpen
- Gold, Silber, Bronze (2 Mal) 1908 London. Getrennte Mannschaften

## Trainer
- David Whitaker, Trainer des Goldteams von 1988
- William Vans Agnew Trainer während der Münchener Olympiade